# 열혈 장사꾼
《열혈 장사꾼》은 2009년 10월 10일부터 2009년 12월 13일까지 방송되었던 KBS 2TV 주말 특별 기획 드라마였다.

## 등장 인물

### 주요 인물
- 박해진 : 하류 역
- 채정안 : 김재희 역
- 최철호 : 강승주 역
- 조윤희 : 민다해 역

### 주변 인물
- 이원종 : 매왕 (최고동) 역
- 이성민 : 양만철 역
- 정동환 : 송 회장 역
- 장태성 : 용구 역
- 김건 : 철구 역

### 하류의 주변 인물
- 조진웅 : 이순길 역
- 정영숙 : 하류의 어머니 역
- 최종원 : 하류의 아버지 역
- 차수연 : 세연 역

### 승주의 주변 인물
- 송재호 : 유 회장 역
- 김규철 : 윤 이사 역
- 이재용 : 송만득 역
- 강재섭 : 덕배 역

### 다해의 주변 인물
- 한예원 : 홍지오 역

### 그 외 인물
- 양택조 : 허정재 역
- 정승호 : 다해 아버지 역
- 오용 : 창식 역
- 이동규 : 김빈 역
- 이설아 : 미정 역
- 백민

## 방영 정보
| 회차   | 방송일           | 시청률 |
| ------ | ---------------- | ------ |
| 제1회  | 2009년 10월 10일 | 9.5%   |
| 제2회  | 2009년 10월 11일 | 10.1%  |
| 제3회  | 2009년 10월 17일 | 7.9%   |
| 제4회  | 2009년 10월 18일 | 12.5%  |
| 제5회  | 2009년 10월 24일 | 9.4%   |
| 제6회  | 2009년 10월 25일 | 10.5%  |
| 제7회  | 2009년 10월 31일 | 8.2%   |
| 제8회  | 2009년 11월 1일  | 10.1%  |
| 제9회  | 2009년 11월 7일  | 8.2%   |
| 제10회 | 2009년 11월 8일  | 11.3%  |
| 제11회 | 2009년 11월 14일 | 7.3%   |
| 제12회 | 2009년 11월 15일 | 10.8%  |
| 제13회 | 2009년 11월 21일 | 7.5%   |
| 제14회 | 2009년 11월 22일 | 9.3%   |
| 제15회 | 2009년 11월 28일 | 6.8%   |
| 제16회 | 2009년 11월 29일 | 9.4%   |
| 제17회 | 2009년 12월 5일  | 8.2%   |
| 제18회 | 2009년 12월 6일  | 9.3%   |
| 제19회 | 2009년 12월 12일 | 7.4%   |
| 제20회 | 2009년 12월 13일 | 9.0%   |

## 참고 사항
- 자동차 세일즈맨의 일과 인생, 사랑을 그렸으나 드라마 중반부터 사랑 이야기가 추가되면서 줄거리의 초점이 흐려져[1] 9%대의 시청률로 기대 이하의 성적에 그쳤다.[2]
- KBS는 해당 작품을 끝으로 주말 특별기획 드라마를 잠정 중단했다.[3]
- KBS 드라마본부는 해당 작품에 앞서 《웬수와 함께 춤을》을 내보낼 계획이었으나 당초 《전설의 고향》후속 월화 미니시리즈로 기획된 《아이리스》가 MBC 《선덕여왕》을 피해[4] 수목 미니시리즈로 편성이 바뀌자 《전설의 고향》후속으로 편성이 바뀌었으며 이 과정에서 국어순화를 주도한다는 KBS 드라마본부의 방침을 통해 《공주가 돌아왔다》로 제목이 변경되기도 했다.[5]